# Loukoléla
Loukoléla è un centro abitato della Repubblica del Congo, situato nella regione di Cuvette.